# 第75回アカデミー賞
第75回アカデミー賞（だい75かいアカデミーしょう）は、2003年3月23日に発表・授賞式が行われた。

## 受賞結果一覧
- 作品賞: 『シカゴ』
- 監督賞: ロマン・ポランスキー - 『戦場のピアニスト』
- 主演男優賞: エイドリアン・ブロディ - 『戦場のピアニスト』
- 主演女優賞: ニコール・キッドマン - 『めぐりあう時間たち』
- 助演男優賞: クリス・クーパー - 『アダプテーション』
- 助演女優賞: キャサリン・ゼタ＝ジョーンズ - 『シカゴ』
- 脚本賞: ペドロ・アルモドーバル - 『トーク・トゥ・ハー』
- 脚色賞: ロナルド・ハーウッド - 『戦場のピアニスト』
- 撮影賞: コンラッド・L・ホール - 『ロード・トゥ・パーディション』
- 編集賞:『シカゴ』
- 美術賞:『シカゴ』
- 衣装デザイン賞:『シカゴ』
- メイクアップ賞:『フリーダ』
- 作曲賞: エリオット・ゴールデンサール - 『フリーダ』
- 歌曲賞: エミネム - 『8 Mile』
- 録音賞: 『シカゴ』
- 音響編集賞: 『ロード・オブ・ザ・リング/二つの塔』
- 視覚効果賞: 『ロード・オブ・ザ・リング/二つの塔』
- 外国語映画賞: 『名もなきアフリカの地で』
- 長編アニメ映画賞: 『千と千尋の神隠し』
- 長編ドキュメンタリー映画賞: 『ボウリング・フォー・コロンバイン』
- 短編ドキュメンタリー映画賞: 『Twin Towers』
- 短編アニメ映画賞: 『チャブチャブズ』
- 短編映画賞: 『Der er en yndig mand』
- 名誉賞: ピーター・オトゥール

## 概要
75回目という節目の授賞式であったが、同じ時間帯に放映されていたアメリカン・アイドルに次いで2番目の視聴率しか得られなかった。13部門にノミネートされていたミュージカル映画『シカゴ』が作品賞をはじめとする6部門を受賞した。
また、ベルリン国際映画祭金熊賞を受賞していた日本映画『千と千尋の神隠し』が長編アニメ映画賞を受賞して話題となった。

## 式典
授賞式の数日前にイラク戦争が始まり、長編ドキュメンタリー賞を受賞した『ボウリング・フォー・コロンバイン』のマイケル・ムーアはスピーチで痛烈にジョージ・W・ブッシュ政権を批判、” Shame on You, Mr. Bush! Shame on You!” （ブッシュよ、恥を知れ!）と語り、会場からブーイングを受けた。また、監督作『過去のない男』がアカデミー外国語映画賞にノミネートされたアキ・カウリスマキや『千と千尋の神隠し』でアカデミー長編アニメ映画賞を受賞した宮崎駿が戦争への抗議のために欠席した。
また、主演男優賞を受賞したエイドリアン・ブロディがプレゼンターのハリー・ベリーに熱烈なキスをしたことも話題になった。

### In memoriam
昨年亡くなった映画人を偲ぶIn memoriamにはスーザン・サランドンが登場し、Music Corporation of Americaのエージェントであったルー・ワッサーマン、監督のジョージ・シドニー、ジョン・フランケンハイマー、J・リー・トンプソン、ジョージ・ロイ・ヒル、ビリー・ワイルダー、俳優のケティ・フラド、ダドリー・ムーア、ロッド・スタイガー、ホルスト・ブッフホルツ、レオ・マッカーン、ミルトン・バール、リチャード・クレンナ、ローズマリー・クルーニー、シグネ・ハッソ、キム・ハンター、アルベルト・ソルディ、リチャード・ハリス、ジェームズ・コバーン、撮影監督のコンラッド・L・ホールなどの功績を称えた。

## 候補と受賞の一覧
太字は受賞である。
また、以下での人名表記は
1. 作品の日本語公式情報およびAMPAS公式サイトの日本版とWOWOWによる授賞式放送での表記に準ずる。
2. 見当たらない場合はデータベースサイトなどを参考。
3. それでもない場合は英語表記のままとする。

### 作品賞
- ギャング・オブ・ニューヨーク
- シカゴ
- 戦場のピアニスト
- めぐりあう時間たち
- ロード・オブ・ザ・リング/二つの塔

### 監督賞
- マーティン・スコセッシ - ギャング・オブ・ニューヨーク
- シカゴ - ロブ・マーシャル
- 戦場のピアニスト - ロマン・ポランスキー
- トーク・トゥ・ハー - ペドロ・アルモドーバル
- めぐりあう時間たち - スティーブン・ダルドリー

### 主演男優賞
- マイケル・ケイン - 愛の落日
- ニコラス・ケイジ - アダプテーション
- ジャック・ニコルソン - アバウト・シュミット
- ダニエル・デイ＝ルイス - ギャング・オブ・ニューヨーク
- エイドリアン・ブロディ - 戦場のピアニスト

### 主演女優賞
- ダイアン・レイン - 運命の女
- ジュリアン・ムーア - エデンより彼方に
- レニー・ゼルウィガー - シカゴ
- サルマ・ハエック - フリーダ
- ニコール・キッドマン - めぐりあう時間たち

### 助演男優賞
- クリス・クーパー - アダプテーション
- クリストファー・ウォーケン - キャッチ・ミー・イフ・ユー・キャン
- ジョン・C・ライリー - シカゴ
- エド・ハリス - めぐりあう時間たち
- ポール・ニューマン - ロード・トゥ・パーディション

### 助演女優賞
- メリル・ストリープ - アダプテーション
- キャシー・ベイツ - アバウト・シュミット
- クイーン・ラティファ - シカゴ
- キャサリン・ゼタ＝ジョーンズ - シカゴ
- ジュリアン・ムーア - めぐりあう時間たち

### 脚本賞
- トッド・ヘインズ - エデンより彼方に
- ジェイ・コックス、ケネス・ロナーガン、スティーヴン・ザイリアン - ギャング・オブ・ニューヨーク
- アルフォンソ・キュアロン、カルロス・キュアロン- 天国の口、終りの楽園。
- ペドロ・アルモドーバル - トーク・トゥ・ハー
- ニア・ヴァルダロス - マイ・ビッグ・ファット・ウェディング

### 脚色賞
- チャーリー・カウフマン、ドナルド・カウフマン- アダプテーション
- ピーター・ヘッジズ、クリス・ワイツ、ポール・ワイツ - アバウト・ア・ボーイ
- ビル・コンドン - シカゴ
- ロナルド・ハーウッド - 戦場のピアニスト
- デヴィッド・ヘア - めぐりあう時間たち

### 撮影賞
- エドワード・ラックマン - エデンより彼方に
- ミヒャエル・バルハウス - ギャング・オブ・ニューヨーク
- ディオン・ビーブ - シカゴ
- パヴェル・エデルマン - 戦場のピアニスト
- コンラッド・L・ホール - ロード・トゥ・パーディション

### 編集賞
- ギャング・オブ・ニューヨーク - セルマ・スクーンメイカー
- シカゴ - マーティン・ウォルシュ
- 戦場のピアニスト - エルヴェ・ド・リューズ
- めぐりあう時間たち - ピーター・ボイル
- ロード・オブ・ザ・リング/二つの塔 - マイケル・J・ホートン

### 美術賞
- ギャング・オブ・ニューヨーク - ダンテ・フェレッティ（美術監督）、Francesca Lo Schiavo（装置）
- シカゴ - ジョン・マイヤー（美術監督）、ゴードン・シム（装置）
- フリーダ - フェリペ・フェルナンデス・デル・パソ（美術監督）、Hania Robledo（装置）
- ロード・オブ・ザ・リング/二つの塔 – グラント・メジャー（美術監督）、アラン・リー、ダン・ヘンナ（装置）
- ロード・トゥ・パーディション - デニス・ガスナー（美術監督）、Nancy Haigh（装置）

### 衣装デザイン賞
- ギャング・オブ・ニューヨーク - サンディ・パウエル
- シカゴ - コリーン・アトウッド
- 戦場のピアニスト – アンナ・B・シェパード
- フリーダ - ジュリー・ウェイス
- めぐりあう時間たち - アン・ロス

### メイクアップ賞
- タイムマシン – ジョン・M・エリオット・Jr、バーバラ・ロレンツォ
- フリーダ – ベアトリス・デ・アルバ、ジョン・E・ジャクソン

### 作曲賞
- エデンより彼方に - エルマー・バーンスタイン
- キャッチ・ミー・イフ・ユー・キャン - ジョン・ウィリアムズ
- フリーダ - エリオット・ゴールデンサール
- めぐりあう時間たち - フィリップ・グラス
- ロード・トゥ・パーディション - トーマス・ニューマン

### 歌曲賞
- "Lose Yourself"　エミネム、ルイス・レスト - 8 Mile
- "The Hands That Built America"　ボノ、The Edge、アダム・クレイトン、Larry Mullen Jr. - ギャング・オブ・ニューヨーク
- "I Move On" ジョン・カンダー、フレッド・エッブ - シカゴ
- "Burn It Blue" エリオット・ゴールデンサール - フリーダ
- "Father and Daughter" ポール・サイモン - The Wild Thornberrys Movie

### 録音賞
- ギャング・オブ・ニューヨーク - トム・フレイシュマン、ユージン・ガーティ（英語版）、アイヴァン・シャーロック（英語版）
- シカゴ - マイケル・ミンクラー、ドミニク・タヴェラ（英語版）、デヴィッド・リー（英語版）
- スパイダーマン - ケヴィン・オコネル、グレッグ・P・ラッセル、エド・ノヴィック
- ロード・オブ・ザ・リング/二つの塔 - クリストファー・ボイズ、マイケル・セマニック、マイケル・ヘッジス、ハモンド・ピーク（英語版）
- ロード・トゥ・パーディション - スコット・ミラン、ボブ・ビーマー、ジョン・プリチェット（英語版）

### 音響編集賞
- マイノリティ・リポート - リチャード・ハイムンス、ゲイリー・ライドストロム
- ロード・オブ・ザ・リング/二つの塔 - イーサン・ヴァン・ダー・リン、マイク・ホプキンス
- ロード・トゥ・パーディション – スコット･ヘッカー

### 視覚効果賞
- スター・ウォーズ エピソード2/クローンの攻撃 - ロブ・コールマン、パブロ・ヘルマン、ジョン・ノール、ベン・スノウ
- スパイダーマン - ジョン・ダイクストラ、スコット・ストクダイク、アンソニー・ラモリナーラ、ジョン・フレイザー
- ロード・オブ・ザ・リング/二つの塔 - ジム・ライジール、ジョー・レッテリ、ランダル・ウィリアム・コック、アレックス・ファンク

### 外国語映画賞
- アマロ神父の罪 - カルロス・カレラ（メキシコ）
- 過去のない男 - アキ・カウリスマキ（フィンランド）
- HERO - チャン・イーモウ（中国）
- 名もなきアフリカの地で - カロリーヌ・リンク（ドイツ）
- Zus & zo - パウラ・ ヴァン・デル・ウースト（オランダ）

### 長編アニメ映画賞
- アイス・エイジ - クリス・ウェッジ
- スピリット - ケリー・アスバリー、ローナ・クック
- 千と千尋の神隠し - 宮崎駿
- トレジャー・プラネット - ロン・クレメンツ、ジョン・マスカー
- リロ&スティッチ - クリス・サンダース、ディーン・デュボア

### 長編ドキュメンタリー映画賞
- チャレンジ・キッズ 未来に架ける子どもたち - ジェフリー・ブリッツ
- ボウリング・フォー・コロンバイン - マイケル・ムーア
- WATARIDORI - ジャック・ペラン
- Daughter From Danang - Gail Dolgin、ヴィセンテ・フランコ
- ナチス、偽りの楽園 ハリウッドに行かなかった天才 - マルコム・クラーク、ステュアート・センダー

### 短編ドキュメンタリー映画賞
- Mighty Times: The Legacy of Rosa Parks – ロバート・ハドソン
- The Collector of Bedford Street – アリス・エリオット
- Twin Towers - ビル・グッテンタグ
- Why Can't We Be a Family Again? - Roger Weisberg、Murray Nossel

### 短編アニメ映画賞
- 頭山 - 山村浩二
- 岩のつぶやき - クリス・ステナー、ハイディ・ヴィトリンゲル
- チャブチャブズ - エリック・アームストロング
- マイクとサリーの新車でGO! - ピート・ドクター、ロジャー・グールド
- Katedra - トメック・バギンスキー

### 短編実写映画賞
- Der er en yndig mand - Martin Strange-Hansen
- Fait d'hiver - Dirk Belien、アニャ・ダールマンス
- Inja (Dog) - Steve Pasvolsky、Joe Weatherstone
- J'attendrai le suivant... - Philippe Orreindy、Thomas Gaudin
- Johnny Flynton - レクシー・アレクサンダー、アレクサンダー・ブオーノ

## 参照
1. ↑  Isherwood, Charles (2003年3月23日). “Review: '75th Annual Academy Awards'”. Variety (PMC).  オリジナルの2014年4月7日時点におけるアーカイブ。 2014年4月5日閲覧。
2. ↑  Michael Moore 2003 Oscar Acceptance Address for Best Documentary Film